# Troglohyphantes cruentus
Troglohyphantes cruentus är en spindelart som beskrevs av Brignoli 1971. Troglohyphantes cruentus ingår i släktet Troglohyphantes och familjen täckvävarspindlar.
Artens utbredningsområde är Slovenien. Inga underarter finns listade i Catalogue of Life.